# Списък на регионите на България по индекс на човешко развитие
Това е списък на NUTS-2 статистически райони на България по индекс на човешко развитие към 2022 г. 
| №                             | Регион                        | HDI (2022)                    |
| Много високо човешко развитие | Много високо човешко развитие | Много високо човешко развитие |
| ----------------------------- | ----------------------------- | ----------------------------- |
| 1                             | Югозападен                    | 0,856                         |
| Високо човешко развитие       |                               |                               |
| –                             | България                      | 0,799                         |
| 2                             | Североизточен                 | 0,777                         |
| 3                             | Южен Централен                | 0,772                         |
| 4                             | Северен Централен             | 0,768                         |
| 5                             | Югоизточен                    | 0,766                         |
| 6                             | Северозападен                 | 0,743                         |